# C/2001 W2 BATTERS
C/2001 W2 (BATTERS) nonostante la sua denominazione è una cometa periodica appartenente alla famiglia delle comete halleidi. Deve il suo nome al programma di ricerca astronomica giapponese BATTeRS.